# Locura de amor
Locura de amor je španělský historický dramatický film z roku 1948, režírovaný Juanem de Orduñou.
Film je založen na divadelní hře Šílenství lásky (španělsky: La locura de amor), kterou v roce 1855 napsal Manuel Tamayo y Baus. Hra se inspiruje postavou královny Jany I. Kastilské, která přitahovala autory, skladatele a umělce romantistického hnutí díky svým charakteristikám, jako je neopětovaná láska, obsesivní žárlivost a nezlomná věrnost.
Byl natočen společností CIFESA, největší španělskou filmovou společností té doby, která na konci 40. letech produkovala řadu historických filmů. V roce 1950 byl uveden v americké distribuci.
V roce 2001 natočil Vicente Aranda remake s názvem Juana la Loca.

## Shrnutí děje
Příběh královny Jany I. Kastilské, známé jako „Juana la loca“ (Johana Šílená), a jejího manžela Filipa I. Kastilského, přezdívaného „Filip Sličný“.

## Obsazení
- Aurora Bautista jako Doña Juana
- Fernando Rey jako Felipe el Hermoso
- Sarita Montiel jako Aldara
- Jorge Mistral jako kapitán Don Alvar
- Jesús Tordesillas jako Don Filiberto de Vere
- Manuel Luna jako Don Juan Manuel
- Juan Espantaleón jako admirál
- Ricardo Acero jako Don Carlos
- María Cañete jako Doña Elvira
- Manuel Arbó jako Marlian
- Félix Fernández jako hostinský
- Arturo Marín jako Chieves
- Luis Peña Sánchez jako šlechtic
- Conrado San Martín jako Hernán
- José Bódalo
- Eduardo Fajardo jako markýz de Villena
- Carmen de Lucio jako milenka arcivévody Filipa
- Nicolás D. Perchicot jako malíř u flanderského dvora
- Mercedes Serrano jako Doña Leonor